# Friedrich von Martini

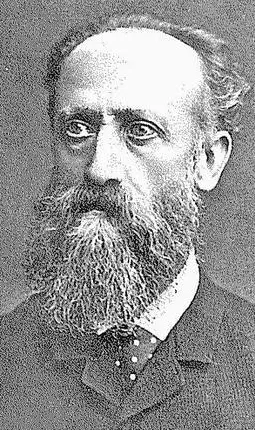
Friedrich von Martini.

Friedrich von Martini (22 de março de 1833 Băile Herculane, Banato, Romênia — 29 de janeiro de 1897 (63 anos) Frauenfeld, Turgóvia, Suíça), foi um engenheiro e armeiro austríaco-suíço.

## Biografia
Friedrich von Martini nasceu em 1833, filho de um médico de uma família nobre austríaca no Banat. Ele começou seus estudos técnicos em Viena em 1850 e estudou na "Karlsruhe Polytechnic" de 1854 a 1857. Em 1857, ele trabalhou no instituto de engenharia mecânica em Karlsruhe, e até 1861 no escritório de design dos irmãos Sulzer em Winterthur. Em 1859, ele cumpriu o serviço militar como tenente real-imperial na campanha da Áustria contra a Itália.
Martini foi contratado pelo instituto de engenharia mecânica Frauenfeld em 1861. Em 1863 tornou-se sócio e a empresa passou a se chamar Martini & Tanner. Em 1864, von Martini casou-se com a filha do médico, Eleonore Keller.
Em 1870, von Martini começou a construir motores a água e de combustão interna, que foram a base para a futura fábrica de automóveis Martini de seus filhos.
O nome da empresa foi alterado para F. Martini & Co. em 1879. Na Exposição Nacional da Suíça de 1883, ele apresentou sua dobradeira dupla para papel, que já havia desenvolvido em 1876. Isso resultou na fábrica de máquinas de encadernação em Felben-Wellhausen, que existiu neste local até 2014. Na época, a empresa contava com cerca de 300 trabalhadores. Von Martini entrou com 17 patentes, incluindo para uma culatra de rifle de carregamento por culatra (1868) e uma máquina de bordar com garras (1883).
De 1879 a 1895 fez parte de um conselho de cidadãos da comunidade Frauenfeld, de 1880 a 1888 membro da comissão supervisora da escola cantonal e de 1886 a 1895 membro do conselho administrativo da Frauenfeld-Wil-Bahn.
Ele alcançou sucesso comercial com sua linha padronizada de parafusos e máquinas de bordar. Martini tornou-se conhecido internacionalmente com seus rifles (Martini–Henry "Gewehr" e "Stutzer"). O nome Martini sobrevive no Grupo Muller Martini. Ele recebeu o seu nome em 1972, após a Martini Buchbindereimaschinenfabrik AG ter sido adquirida pela Grapha Maschinenfabrik Hans Müller AG três anos antes.